# Antoni Żurek
Antoni Władysław Żurek (ur. 17 kwietnia 1953 w Przyborowie) – polski duchowny katolicki, profesor nauk teologicznych. Od 2016 r. konsultor Kongregacji ds. Edukacji Katolickiej.

## Życiorys
Jest synem Władysława i Marii Reczek. Pochodzi z parafii Szczepanów. Po ukończeniu szkoły podstawowej w Przyborowie, w roku 1968 podjął naukę w Liceum Ogólnokształcącym w Brzesku. W 1972 roku złożył egzamin dojrzałości i wstąpił do Wyższego Seminarium Duchownego w Tarnowie. 29 maja 1978 r., po ukończeniu studiów teologicznych w Instytucie Teologicznym w Tarnowie, przyjął święcenia kapłańskie z rąk biskupa tarnowskiego Jerzego Ablewicza. W latach 1978–1980 pełnił obowiązki wikariusza w parafii św. Stanisława Kostki w Tarnowie. Studia specjalistyczne z teologii i nauk patrystycznych odbył w Instytucie Patrystycznym Augustinianum w Rzymie. Doktorat obronił w 1985 roku. Habilitował się w roku 1998. W 2014 r. uzyskał tytuł naukowy profesora nauk teologicznych. 
Ks. prof. Żurek pełnił funkcje prodziekana (2000–2004) i następnie dziekana (2004–2010) Wydziału Teologicznego w Tarnowie Papieskiej Akademii Teologicznej w Krakowie (w 2009 r. przekształconej w Uniwersytet Papieski Jana Pawła II w Krakowie), a także dyrektora Biblioteki Wyższego Seminarium Duchownego w Tarnowie (1991–2001), sekretarza Polskiej Sekcji Patrystycznej (1992–2007) oraz konsultora Rady Naukowej Konferencji Episkopatu Polski (2005–2010). Jest kierownikiem Katedry Patrologii i Historii Kościoła Wydziału Teologicznego Sekcja w Tarnowie Uniwersytetu Papieskiego Jana Pawła II w Krakowie. W latach 2007–2010 był członkiem Komitetu Nauk Teologicznych PAN. Jest delegatem Biskupa Diecezjalnego do oceny ksiąg treści religijnej. W 2004 r. otrzymał godność Kapelana Jego Świątobliwości. W 2023 otrzymał Złoty Medal za Długoletnią Służbę.
Ks. prof. dr hab. Antoni Żurek ma w dorobku liczne publikacje, artykuły popularnonaukowe i tłumaczenia dotyczące m.in. pierwszych wieków chrześcijaństwa i Ojców Kościoła, a także człowieka i jego religijności. Jego specjalnością jest patrologia.
W 2016 r. został mianowany przez papieża Franciszka konsultorem Kongregacji ds. Edukacji Katolickiej.

## Autorskie publikacje monograficzne
- Il matrimonio nei Sermoni di Cesario di Arles (1985)
- Patrologia. Cz. 1 (1990)
- Patrologia. Cz. 2 (1990)
- Wprowadzenie do Ojców Kościoła (1993)
- Duszpasterz końca epoki patrystycznej: tożsamość kapłana w świetle "De vita contemplativa" Juliana Pomeriusza (1998)
- Święty Stanisław ze Szczepanowa, biskup-męczennik (2000)
- Pierwsze wieki Kościoła (2000)
- Z Maryją uwielbiajmy Boga (2000)
- Z Chrystusem za przykładem Maryi, w nowe tysiąclecie: rozważania na nabożeństwa majowe oparte na liście Jana Pawła II "Novo millennio ineunte" (2001)
- Święty Stanisław ze Szczepanowa - biskup krakowski (2003)
- Pierwsze wieki Kościoła (I-VII wiek) (2003)
- Cezary z Arles (2003)
- Stanisław ze Szczepanowa (2007)
- Święty Bazyli Wielki (2009)
- "Mysterium passionis - corpus et sanguis Christi - communio": Eucharystia sakramentem wtajemniczenia chrześcijańskiego w Kościele łacińskim czwartego i początku piątego wieku (2012)
- Ojcowie Kościoła - twórcy i świadkowie Tradycji (2013)
- Katechumen - chrześcijanin - wierny: przygotowanie do chrztu i chrzest w Kościele starożytnym (2017)